# Kraška ohcet
Kráška óhcet je prireditev, zaživela leta 1968, ki temelji na zgodovinskih in etnoloških zapisih kraških ljudskih ženitovanjskih šeg iz druge polovice 19. stoletja. Od srede so lahko svati sledili različnim običajem, od fantovščine oziroma dekliščine in zadnjega plesa v ledih stanu, podoknice, ki jo bodoči ženin posveti svoji izvoljenki, in prevoza nevestine bale v ženinovo hišo. Višek je dogajanje doseglo z nedeljsko kraško poroko s poročnim obredom.
Avgusta 2022 je potekala 27. kraška ohcet.